# 4e cérémonie des Grammy Awards
La 4e cérémonie annuelle des Grammy Awards a eu lieu le 29 mai 1962.

## Palmarès
| Prix                                                                                   | Artiste                         | Titre                                                              |
| -------------------------------------------------------------------------------------- | ------------------------------- | ------------------------------------------------------------------ |
| Enregistrement de l'année                                                              | Henry Mancini                   | Moon River                                                         |
| Album de l'année                                                                       | Judy Garland                    | Judy at Carnegie Hall                                              |
| Chanson de l'année                                                                     | Henry Mancini                   | Moon River                                                         |
| Best Instrumental Theme Or Instrumental Version Of Song                                |                                 | African Waltz                                                      |
| Best Solo Vocal Performance, Female                                                    |                                 | Judy At Carnegie Hall                                              |
| Best Solo Vocal Performance, Male                                                      | Jack Jones                      | Lollipops And Roses                                                |
| Best Jazz Performance - Soloist Or Small Group (Instrumental)                          | André Previn                    | Andre Previn Plays Harold Arlen                                    |
| Best Jazz Performance - Large Group (Instrumental)                                     | Stan Kenton                     | West Side Story                                                    |
| Best Original Jazz Composition                                                         |                                 | African Waltz                                                      |
| Best Performance By An Orchestra - For Dancing                                         | Si Zentner                      | Up A Lazy River                                                    |
| Best Performance By An Orchestra - For Other Than Dancing                              | Henry Mancini                   | Breakfast At Tiffany's                                             |
| Meilleur arrangement                                                                   | Henry Mancini                   | Moon River                                                         |
| Best Performance By A Vocal Group                                                      |                                 | High Flying                                                        |
| Best Performance By A Chorus                                                           | Johnny Mann Singers             | Great Band With Great Voices                                       |
| Best Sound Track Album Or Recording Of Score From Motion Picture Of Television         | Henry Mancini                   | Breakfast At Tiffany's                                             |
| Best Sound Track Album Or Recording Of Original Cast From Motion Picture Or Television |                                 | West Side Story                                                    |
| Best Original Cast Show Album                                                          |                                 | How To Succeed In Business Without Really Trying                   |
| Best Comedy Performance                                                                | Mike Nichols et Elaine May      | An Evening With Mike Nichols And Elaine May                        |
| Best Documentary Or Spoken Word Recording (Other Than Comedy)                          | Leonard Bernstein               | Humor In Music                                                     |
| Best Engineering Contribution - Popular Recording                                      |                                 | Judy At Carnegie Hall                                              |
| Best Engineering Contribution - Novelty                                                |                                 | Stan Freberg Presents The United States Of America                 |
| Best Album Cover (Other Than Classical)                                                |                                 | Judy At Carnegie Hall                                              |
| Best Recording For Children                                                            | Leonard Bernstein               | Prokofiev: Peter And The Wolf                                      |
| Best Rock & Roll Recording                                                             | Chubby Checker                  | Let's Twist Again                                                  |
| Best Country & Western Recording                                                       | Jimmy Dean                      | Big Bad John                                                       |
| Best Rhythm & Blues Recording                                                          | Ray Charles                     | Hit The Road Jack                                                  |
| Best Folk Recording                                                                    | Belafonte Folk Singers          | Belafonte Folk Singers At Home And Abroad                          |
| Best Gospel Or Other Religious Recording                                               | Mahalia Jackson                 | Everytime I Feel The Spirit                                        |
| Best New Artist Of 1961                                                                |                                 | Peter Nero                                                         |
| Best Classical Performance - Orchestra                                                 | Orchestre symphonique de Boston | Ravel: Daphnis Et Chloe                                            |
| Best Classical Performance - Chamber Music                                             |                                 | Beethoven: Serenade, Op. 8/Kodaly: Duo For Violin And Cello, Op. 7 |
| Best Classical Performance - Instrumental Soloist (With Orchestra)                     |                                 | Bartók: Violin Concerto No. 1                                      |
| Best Classical Performance - Instrumental Soloist Or Duo (Without Orchestra)           | Laurindo Almeida                | Reverie For Spanish Guitar                                         |
| Best Opera Recording                                                                   |                                 | Puccini: Madame Butterfly                                          |
| Best Classical Performance - Choral (Other Than Opera)                                 |                                 | Bach: B Minor Mass                                                 |
| Best Classical Performance - Vocal Soloist (With Or Without Orchestra)                 |                                 | The Art Of The Prima Donna                                         |
| Best Contemporary Classical Composition                                                | Igor Stravinsky                 | Stravinsky: Movements For Piano And Orchestra                      |
| Best Contemporary Classical Composition                                                | Laurindo Almeida                | Almeida: Discantus                                                 |
| Best Engineering Contribution - Classical Recording                                    |                                 | Ravel: Daphnis Et Chloe                                            |
| Best Album Cover - Classical                                                           |                                 | Puccini: Madame Butterfly                                          |